# Edith Heischkel-Artelt
Edith Heischkel-Artelt, geborene Heischkel (* 13. Februar 1906 in Dresden; † 1. August 1987 in Frankfurt am Main), war eine deutsche Ärztin, Philologin und Medizinhistorikerin.

## Leben
Edith Heischkel studierte Medizin und wurde 1931 an der Universität Freiburg im Breisgau mit einer medizinhistorischen Dissertation promoviert. 1938 habilitierte sie sich an der Medizinischen Fakultät der Universität Berlin, wo sie ab 1939 als Privatdozentin tätig war. 1945 wurde sie an der Philosophischen Fakultät der Universität Berlin promoviert. Bei der Frage um die Nachfolge von Paul Diepgen auf den Lehrstuhl für Medizingeschichte in Berlin 1944 war sie eine der Kandidaten.
Während der Zeit des Nationalsozialismus war sie als Hitlerjugend-Ärztin und Mädelringführerin beim Bund Deutscher Mädel tätig. Sie gehörte der NSV und dem NS-Dozentenbund an.  Am 15. November 1943 beantragte sie die Aufnahme in die NSDAP und wurde zum 1. Januar 1944 aufgenommen (Mitgliedsnummer 9.662.149).
Heischkel-Artelt baute nach Einrichtung der Medizinischen Fakultät der Universität Mainz zum Wintersemester 1946/47 zusammen mit ihrem Lehrer Diepgen das dortige medizinhistorische Institut auf und wurde 1948 zur außerplanmäßigen, 1962 zur ordentlichen Professorin ernannt. Sie leitete das Institut bis zu ihrer Emeritierung im Jahr 1974. Im Jahr 1960 wurde sie zum Mitglied der Leopoldina gewählt.
Zu ihren akademischen Schülern gehörte der Medizinhistoriker Gernot Rath.
Mit Walter Artelt, Heinz Goerke und Gunter Mann (1924–1992) war Heischkel Herausgeberin der ab 1966 erschienenen Zeitschrift Medizinhistorisches Journal.
Edith Heischkel-Artelt war mit dem Medizinhistoriker Walter Artelt verheiratet. Nach ihr war das Edith Heischkel-Mentoring-Programm zur „Förderung promovierter Medizinerinnen/Zahnmedizinerinnen sowie promovierender/promovierter Natur-, Geistes- und Sozialwissenschaftlerinnen der Universitätsmedizin Mainz“ benannt. 2018 wurde das Mentoring-Programm umbenannt, nicht zuletzt vor dem Hintergrund, dass Details zum Verhalten Heischkel-Artelts während der Zeit des Nationalsozialismus und vor allem danach bekannt geworden waren.

## Schriften (Auswahl)
Als Autorin
- Die Medizinhistoriographie im XVIII. Jahrhundert. Brill, Leiden 1931 (Dissertation, Medizinische Fakultät, Universität Freiburg im Breisgau, 1931).
- mit Paul Diepgen: Die Medizin an der Berliner Charité bis zur Gründung der Universität: Ein Beitrag zur Medizingeschichte des 18. Jahrhunderts. Springer, Berlin 1935, doi:10.1007/978-3-642-91096-8.
- Die Medizingeschichtschreibung von ihren Anfängen bis zum Beginn des 16. Jahrhunderts (= Abhandlungen zur Geschichte der Medizin und der Naturwissenschaften. Heft 28). Ebering, Berlin 1938 (Habilitationsschrift, Medizinische Fakultät, Universität Berlin, 1938); Nachdruck: Kraus-Reprint, Nendeln/Liechtenstein 1977.
- Die deutschen medizinischen Zeitschriften der vierziger Jahre des 19. Jahrhunderts als publizistische Führungsmittel zu einer neuen Heilkunde. O.O. [1945] (Dissertation, Philosophische Fakultät, Universität Berlin, 1945).
- Rudolf Virchow als Publizist. In: Medizinische Rundschau. Band 1, Heft 7, 1947.

Als Herausgeberin
- mit Walter Artelt, Julius Schuster: Paul Diepgen: Medizin und Kultur. Gesammelte Aufsätze zu seinem 60. Geburtstag am 24. November 1938. Enke, Stuttgart 1938.
- Ernährung und Ernährungslehre im 19. Jahrhundert. Vorträge eines Symposiums am 5. und 6. Januar 1973 in Frankfurt am Main (= Studien zur Medizingeschichte des neunzehnten Jahrhunderts. Band 6). Vandenhoeck & Ruprecht, Göttingen 1976.